# Denglarn
Denglarn ist ein Ortsteil der Gemeinde Schwarzhofen im Oberpfälzer Landkreis Schwandorf (Bayern).

## Geographische Lage
Denglarn befindet sich ungefähr vier Kilometer nördlich von Schwarzhofen.

## Geschichte

### Anfänge bis 18. Jahrhundert
Denglarn (auch: Denchelingen, Denchilingen, Tonegern, Tonigeren, Tomgaern, Denglern) war im 12. Jahrhundert Sitz diepoldingischer Ministerialen.
Denglarn wurde im Urbar 1285 und 1326 mit sieben Höfen erwähnt, 1499 mit sechs Höfen. Im Jahr 1300 verpfändete Herzog Rudolf von Bayern das Dorf Denglarn für 50 Pfund Regensburger Pfennige an Hermann, den Sohn Ulrichs, Marschall von Lengenuelt.
In der Schlacht bei Hiltersried, die Pfalzgraf Johann 1433 gegen die Hussiten führte, starb einer der mitkämpfenden Denglarner.
1622 gab es in Denglarn drei Höfe, fünf Güter, eine Sölde. 1631 gehörte Denglarn zum inneren Amt Neunburg vorm Wald und hatte drei Höfe, 5 Güter, ein Gütel, einen Inwohner (Hüter), 87 Rinder, 19 Schweine, 56 Schafe, 4 Ziegen und 4 Bienenstöcke.
1661 nach Ende des Dreißigjährigen Krieges drei Höfe, 5 Güter, ein Gütel, einen Inwohner (Hüter), 56 Rinder, 2 Schweine, 25 Schafe, 2 Ziegen und einen Bienenstock.
Ende des 18. Jahrhunderts wurden für Denglarn 12 Anwesen und ein Gemeinde-Hüthaus aufgeführt.

### 19. Jahrhundert bis Gegenwart
Entsprechend einer Verordnung von 1808 wurde das Landgericht Neunburg vorm Wald in 55 Steuerdistrikte unterteilt. Dabei bildete Haag bei Schwarzhofen mit den Ortschaften Denglarn, Girnitz, Höfen bei Uckersdorf, Krimling, Laubenhof, Raggau und Uckersdorf einen Steuerdistrikt. Denglarn hatte zu dieser Zeit 12 Anwesen, einen Hufschmied, einen Wirt und 81 Einwohner.
1830 bis 1972 bildete Haag bei Schwarzhofen zusammen mit den Ortschaften Denglarn, Krimling, Laubenhof und Raggau eine selbständige Gemeinde.
Zum Stichtag 23. März 1913 (Osterfest) wurde Denglarn als Teil der Pfarrei Schwarzhofen mit 13 Häusern und 73 Einwohnern aufgeführt.
Bei der Eingliederung der Gemeinde Haag bei Schwarzhofen in die Gemeinde Schwarzhofen 1972 gelangte Denglarn zur Gemeinde Schwarzhofen.
Am 31. Dezember 1990 hatte Denglarn 77 Einwohner und gehörte zur Pfarrei Schwarzhofen.